# Всемирный день свободы
Всеми́рный день свобо́ды (кит. 世界自由日) — памятная дата Китайской Республики (Тайваня), отмечаемая 23 января. Установлен в 1954 году в ознаменование освобождения и возвращения на родину тайваньских военнопленных Корейской войны. Ежегодно отмечается Всемирной лигой за свободу и демократию (ранее — Всемирная антикоммунистическая лига).

## Предыстория и установление

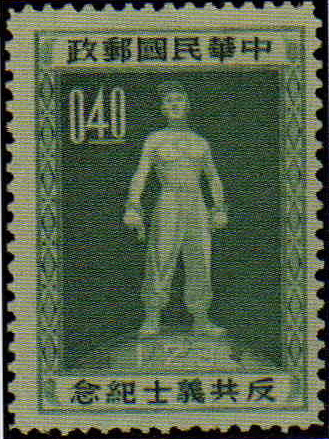
Тайваньская почтовая марка 1955 года в честь «антикоммунистических героев»

На стороне антикоммунистической коалиции в Корейской войне участвовали более 30 тысяч тайваньских китайцев-гоминьдановцев (по статусу они были аналогичны «народным добровольцам» КНР). 14 тысяч их попали в плен к северокорейским войскам. После окончания войны по условиям заключённого перемирия они возвратились на Тайвань. Торжественная встреча состоялась 23 января 1954 года в портовом городе Цзилун.

## Идеологическое значение
Правительство Китайской Республики объявило 23 января Днём антикоммунистических героев. Эта дата официально отмечалась Антикоммунистической лигой народов Азии, созданной в 1954 году при участии правительств Тайваня, Южной Кореи, Филиппин и Южного Вьетнама. После 1966 года 23 января стало важной памятной датой Всемирной антикоммунистической лиги (WACL).
Всемирный день свободы играл в идеологии антикоммунизма, в особенности Гоминьдана, значительную символическую роль. Образы Корейской войны оказывали мобилизующее воздействие. В официальных мероприятиях участвовали лидеры Гоминьдана — Чан Кайши, Цзян Цзинго, Ли Дэнхуэй, Чэнь Шуйбянь и WACL — Гу Чжэнган, Клемент Чан, Чжао Цзычи. Мероприятия 23 января становились поводами для установочных политических выступлений.

## Современное отмечание
В 1990 году WACL была переименована во Всемирную лигу за свободу и демократию (WLFD). Дезактуализация глобального антикоммунистического противостояния и улучшение отношений между Китайской Республикой и КНР побудили к переименованию памятной даты во Всемирный день свободы. Торжественные мероприятия проводятся ежегодно при участии официальных лиц Гоминьдана и WLFD. При этом традиционно зажигается Факел свободы.
В церемонии 23 января 2016 года участвовали представители 37 стран и регионов. Выступили президент Китайской Республики Ма Инцзю и президент WLFD Жао Инци. Ма Инцзю говорил о достижениях Тайваня в утверждении демократических принципов и об установлении дружественных связей с материковым Китаем.